# Chiasmia rhabdophora
Chiasmia rhabdophora is een vlinder uit de familie spanners (Geometridae). De wetenschappelijke naam van deze soort is voor het eerst geldig gepubliceerd in 1892 door Holland.
De soort komt voor in tropisch Afrika.